# Helheim
Helheim (прагерм. Helheim, буквально Владения Хель) — норвежская блэк-метал-группа из Бергена, образованная в 1992 году.

## Характеристики
Название
Хель — богиня, дочь Локи и великанши Ангрбоды. Она была осуждена богами править внизу и принимать всех тех, кто умер от болезни или старости. Хельхейм, или просто Хель, состоит из девяти уровней, но у каждого уровня нет собственного названия.
Стиль
В отличие от более традиционных групп второй волны, таких как Darkthrone, Helheim сочиняет песни со сложной структурой и щедрым использованием традиционных инструментов, которые вы обычно не услышите в метале, например, варганов и литавр, которые дают слушателю ощущение многослойности, а порой и легкую дезориентацию.
Лирика
Тематические элементы гораздо более норвежские, чем что-либо иудео-христианское, и в отличие от некоторых современников, здесь мало враждебности к современному миру, а скорее тоска по векам прошлого на фоне довольно глубокого самоанализа.
Дизайн обложек
Внешний вид
Во время выступлений участники группы часто одевают кольчуги.

## История
После нескольких релизов на небольших лейблах в 2002 году они подписали контракт с Massacre Records, чтобы выпустить свой четвертый альбом Yersinia Pestis, который был хорошо принят как критиками, так и фанатами. Однако из-за отсутствия рекламы альбом не нашел большого количества поклонников за пределами Норвегии.
В июне 2006 года группа выпустила свой пятый полноформатный альбом The Journeys and Experiences of Death, концептуальный альбом, посвященный в основном верованиям викингов относительно смерти. Первые 2000 копий альбома были изданы на местном лейбле Dark Essence Records, эта версия включала записанный в 2001 году, но не издававшийся ранее миньон Helsviti.
Следующие релизы Kaoskult (2008), Åsgards Fall (2010) и Heiðindómr ok mótgangr (2011) были отмечены уклоном в сторону прогрессивного метала, к тому же последний из них содержал яркий чистый вокал, впервые в истории группы.
После четырёхлетнего перерыва группа вернулась с альбомом raunijaR (2015), к этому моменту отмечается наличие большого количества поклонников в Интернете, но трудно не заметить, что Helheim не получают должного признания за свои новаторство и креативность. Схожими по звучанию получились и последующие альбомы landawarijaR (2017) и Rignir (2019), на которых Helheim часто сравнивают с Enslaved. Последний на сегодняшний день альбом — WoduridaR (2021).

## Участники
Текущий состав

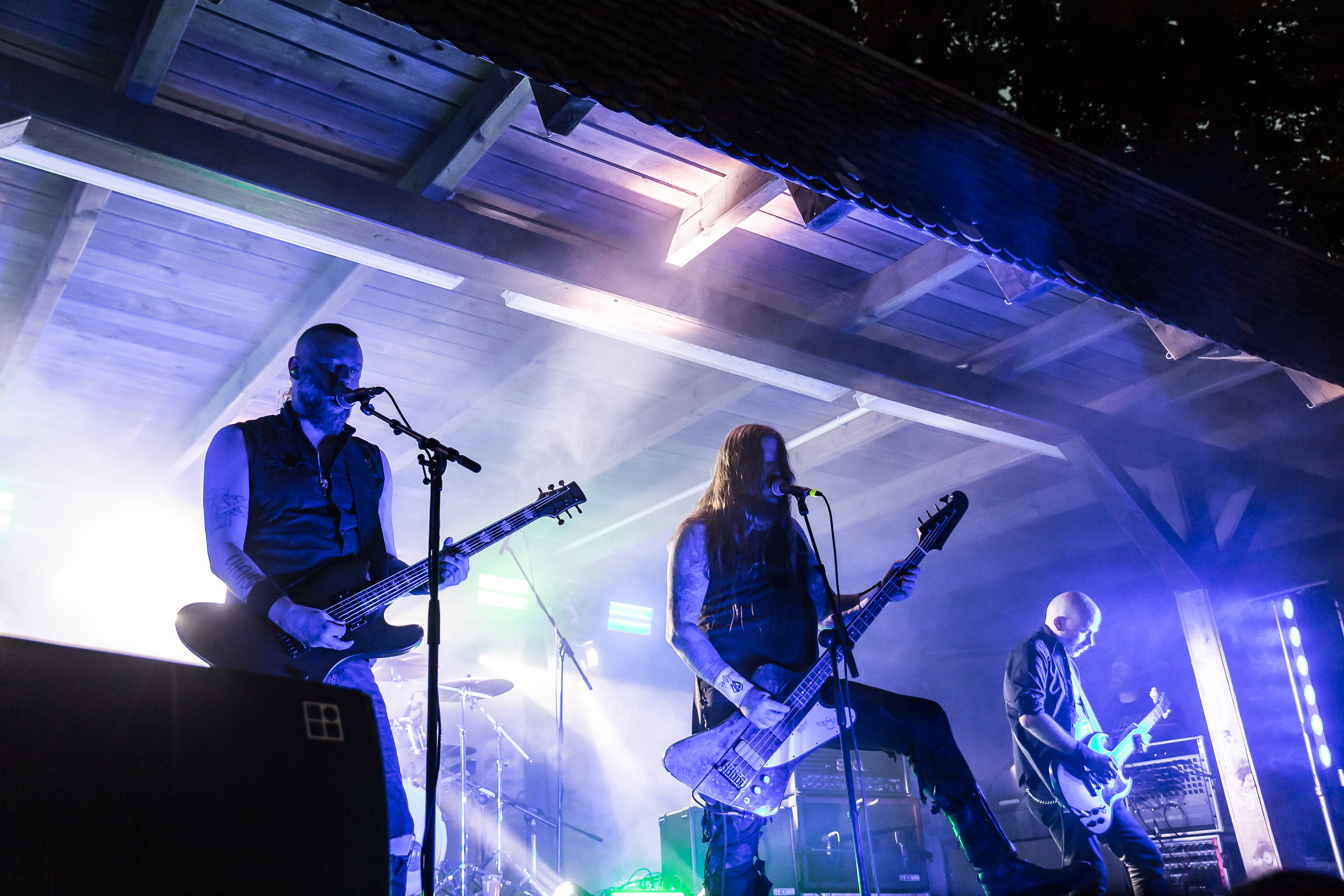
Участники группы на Dark Troll Open Air 2022 в Германии.

- Hrymr – ударные и программирование (1992-настоящее время)
- V'gandr – бас и вокал (1992-настоящее время)
- H'grimnir – ритм-гитара и вокал (1992-настоящее время)
- Noralf – соло-гитара (2008-настоящее время)

Бывшие участники
- Lindheim – клавишные, синтезаторы (1999–2005)
- Thorbjørn – соло-гитара (1999–2008)

Временная шкала

## Дискография
- Jormundgand (CD/LP, 1995)
- Av Norrøn Ætt (CD, 1997)
- Terrorveldet (MCD, 1999)
- Blod og Ild (CD, 2000)
- Yersinia Pestis (CD, 2003)
- The Journeys and the Experiences of Death/Helsviti (Double CD/Digi-Pack, 2006)
- The Journeys and the Experiences of Death (CD, 2006)
- Kaoskult (CD, 2008)
- Åsgards Fall (MCD, 2010)
- Heiðindómr ok mótgangr (CD, 2011)
- raunijaR (CD, 2015)
- landawarijaR (CD, 2017)
- Rignir (CD, 2019)
- WoduridaR (CD, 2021)